# Yuri
Yuri (百合 lilje), også kaldet Girls Love (ガールズラブ gaaruzu rabu), er et japansk begreb for indhold og en genre, der involverer kærlighed mellem piger i light novels, manga, anime, videospil og relaterede japanske medier.  Yuri fokuserer enten på det seksuelle eller den emotionelle del af forholdet, eller begge dele, sidstnævnte nogle gange kaldet shoujo-ai af vestlige fans.
De temaer yuri beskæftiger sig med har deres rødder i japansk lesbisk litteratur fra begyndelsen af det tyvende århundrede,  som f.eks. Yaneura no Nishojo af Nobuko Yoshiya. Ikke desto mindre var det ikke før end i 1970’erne, at yuri dukkede op i mangaer lavet af folk som Ryoko Yamagishi og Riyoko Ikeda. 1990'erne bragte nye trends i manga og anime såvel som i doujinshi med mere accept af denne form for indhold.  I 2003 startede det første mangamagasin dedikeret til yuri under navnet Yuri Shimai, der blev fulgt op af Comic Yuri Hime, efter at førstnævnte blev indstillet i 2004.
Det mandlige modstykke til yuri er yaoi med kærlighed mellem mænd, der primært er lavet af og for kvinder. Det modsatte gælder imidlertid ikke for yuri, der kan læses af begge køn. Yuri har således sin oprindelse i shoujo og josei, der er mangaer rettet mod hhv. piger og voksne kvinder, men den forekommer nu også i shounen og seinen, der er manga rettet mod hhv. drenge og voksne mænd.  Yuri-mangaer fra serier med et mandligt publikum omfatter titler som Kannazuki no Miko and Strawberry Panic!, såvel som dem fra Comic Yuri Himes søstermagasin Comic Yuri Hime S, der blev lanceret i 2007. 

## Definition

### Etymologi
Ordet yuri (百合) betyder direkte oversat lilje og er et forholdsvist almindeligt japansk pigenavn. I 1976 benyttede Bungaku Itou, redaktør af Barazoku (薔薇族 bogst. rose-slægt), et magasin primært rettet mod homoseksuelle mænd, begrebet yurizoku (百合族 bogst. lilje-slægt) om kvindelige læsere i titlen for en læserbrevkasse kaldet Yurizoku no heya (百合族の部屋 bogst. lilje-slægtens rum). Det er uvist, om dette var den første gang ordet brugtes på den måde. Ikke alle de kvinder der skrev var nødvendigvis homoseksuelle, men nogle var, og efterhånden udviklede der sig en association. F.eks. begyndte yaoi-magasinet Allan (アラン Aran) en personlig rubrik kaldet "Lily Communication" (百合通信 Yuri Tsuushin) i juli 1983 for kommunikation mellem homoseksuelle kvinder. Efterhånden benyttede mange doujinshi-grupper betegnelsen yuri eller yuriko for hentai (pornografiske) doujinshi med kvindeligt homoseksuelt indhold, og ordet zoko blev følgelig droppet. Siden da har meningen bevæget sig fra sin hovedsageligt pornografiske bibetydning til at beskrive portrættering af intim kærlighed, sex eller de intime emotionelle forhold mellem kvinder.

### Japansk vs. vestlig brug
Pr. 2009 bruges begrebet yuri i Japan om fremstillingen af tiltrækning mellem kvinder, det være sig seksuel eller romantisk, åbenlys eller antydet, i manga, anime og relaterede medier, så vel som genren der primært beskæftiger sig med sådant indhold. Den engelsk-japanske konstruktion Girls Love eller kort GL bruges også med samme betydning. Yuri er generelt et begreb, der benyttes af fans, men brugen blandt forfattere og forlag er øget siden 2005. Girls Love bruges på den anden side mest af forlag.
I Nordamerika benyttedes yuri til at begynde med kun om den mest eksplicitte del af spektret og opfattedes nærmest som en variation af hentai. I forvejen havde man imidlertid begrebet shounen-ai om ikke-seksuelle forhold mellem mænd, og efter samme mønster skabte vestlige fans begrebet shoujo-ai om Yuri, hvor der ikke nødvendigvis var sex. I Japan bruges shoujo-ai (少女愛 bogst. pigekærlighed) ikke med denne betydning,  men nærmere om pædofili (aktuelt eller fornemmet), med en betydning i stil med begrebet lolicon (Lolita complex). Den vestlige brug af ordet yuri blev mere bred i 2001'erne med associationer fra japansk brug, og amerikanske forlag som ALC Publishing og Seven Seas Entertainment gør efterfølgende brug af ordet til at klassificere deres udgivelser af yuri-mangaer.

## Historie
En af de første japanske forfattere, der skrev om kærlighed mellem kvinder, var Nobuko Yoshiya, der var aktiv i Taishou-perioden og Shouwa-perioden i Japan. Yoashiya var en pioner indenfor japansk lesbisk litteratur, inklusive det tidlige tyvende århundredes Class S genre. Denne form for historier skildrede lesbiske forhold som intense emotionelle men alligevel platoniske forhold, der ville ende, når figurerne forlod skolen, blev gift eller døde. Roden til denne genre er til dels en samtidig forståelse for, at kærlighed indenfor samme køn var en forbigående og normal udvikling på vejen til heteroseksualitet og moderskab. Især Class S-historier fortæller om stærke emotionelle bånd mellem skolepiger og gensidig forelskelse mellem en senior og en junior.
Omkring 1970'erne begyndte yuri at dukke op i shoujo-mangaer, med nogle af de samme karakteristika, der kunne findes i lesbisk litteratur fra begyndelsen af det tyvende århundrede. Disse tidlige yuri-historier kredsede oftest om en ældre mere sofistikeret pige og en yngre mere akavet beundrer. De to er berørt af en form for strid mellem deres familier, og når rygter om deres lesbiske forhold spredes, bliver de modtaget som en skandale. Resultatet er en tragedie, hvor den mere sofistikerede pige dør til slut. Generelt kunne den tids yuri-mangaer ikke undgå en tragisk slutning. Ryoko Yamagishi's Shiroi Heya no Futari, den første manga, der involverede et lesbisk forhold, er en af de bedste eksempler, da den fungerede som "prototype" for mange yuri-historier i 1970'erne og 1980'erne. Det var også i 1970'erne, at shoujo-mangaer begyndte at beskæftige sig med transseksualitet og transvestisme, nogle gange gengivende kvindelige figurer med mandligt useende, hvilket var inspireret af kvinderne, der spillede manderoller i Takarazuka Revue. Disse træk er mest fremtrædende i Riyoko Ikeda's værker, inklusive The Rose of Versailles, Oniisama e... and Claudine...!. Nogle shounen-værker fra denne tid byder også på lesbiske figurer men mest som fanservice og komiske indslag.
Nogle af disse formularer begyndte at blive svagere i 1990'erne, da mangaer som Wakuni Akisatos Jukkai me no Jukkai fra 1992 begyndte at gå at væk fra de tragiske slutninger og stereotype forhold. Dette skete side om side med doujinshi, der på det tidspunkt var under stærk indflydelse af den populære Sailor Moon, den første mainstream manga og anime til at vise et "positivt" portræt af et åbenlyst lesbisk par, Sailor Uranus og Sailor Neptune.. Ydermere fortsatte mange af folkene bag animeen efterfølgende med at lave Revolutionary Girl Utena, en shoujo-animeserie hvor den primære historie fokuserer på et yuri-forhold, og som i dag anses bredt for at være et mesterværk. Værker rettet mod mænd som animeserien Devilman Lady baseret på en seinen-manga af Go Nagai begyndte også at beskæftige sig med lesbiske temaer på en mere voksen måde. De første magasiner specifikt rettet mod lesbiske kom frem i omkring denne tid, med sektioner med yuri-manga. Disse historier rakte fra forelskelse i gymnasiet til lesbisk liv og kærlighed med forskellige grader af seksuelt indhold. Det er på dette tidspunkt i midten af 1990'erne, at værker med lesbisk tema begynder at blive acceptable.
I slutningen af 1990'erne udkom Oyuki Konnos Maria-sama ga Miteru, der i 2004 var blevet en bestseller blandt yuri-romaner. Historien vender tilbage til det, der blev skrevet om på Nobuko Yoshiyas tid: stærke emotionelle bånd mellem piger, primært mellem skolens seniorer og juniorer, som det i Class S. En anden prominent forfatter fra denne periode er Kaho Nakayama, aktiv siden begyndelsen af 1990'erne, med værker involverende kærlighedshistorier blandt lesbiske. Omkring begyndelsen af 2001'erne lanceredes de første magasiner specifikt dedikeret til yuri-mangaer, med historier der beskæftigede sig med en bred vifte af temaer: fra intense emotionelle forhold, som gengivet i Voiceful, over mere eksplicitte kærlighedsaffærer blandt skolepiger, som dem gengivet i First Love Sisters, til mere realistiske historier og kærlighed mellem voksne kvinder, som dem i Rakuen no Jouken. Nogle af disse emner ses også i denne tids værker rettet mod mænd, nogle gange kombineret med andre temaer som mecha og science fiction. Eksempler på sådanne serier inkluderer Kannazuki no Miko, Blue Drop og Kashimashi: Girl Meets Girl. Derudover er historier rettet mod mænd tilbøjelige til stor brug af moe og bishoujo til at karakterisere figurerne med.

## Udgivelser

### Japanske
I 1990'erne og begyndelsen af 2000'erne indeholdt nogle japanske lesbiske livsstilsmagasiner sektioner med manga, herunder de nu ophørte magasiner Anise (1996–97, 2001–03) og Phryné (1995). Carmilla, en erotisk lesbisk publikation, udgav en antologi med lesbiske mangaer kaldet Girl's Only. Derudover havde Mist (1996–99), et josei-mangamagasin, eksplicitte seksuelle mangaer med lesbisk tema som del af en sektion dedikeret til emner af lesbisk interesse.
Den førte udgivelse der blev markedsført udelukkende som yuri var Sun Magazine' antologi-magasin Yuri Shimai, der blev udgivet mellem juni 2003 og november 2004 med kvartalsvise mellemrum og endende efter kun fem udgaver. Efter magasinets ophør lancerede Ichijinsha Comic Yuri Hime i juli 2005 som en genoplivning af magasinet, med mangaer af mange af de mangaka, der havde haft serier i Yuri Shimai. Som sin forgænger udgaves Comic Yuri Hime til at begynder med også kvartalsvist, men fra januar 2011 til december 2016 blev det udgivet hver anden måned og derefter hver måned. Et søstermagasin til Comic Yuri Hime kaldet Comic Yuri Hime S blev lanceret af Ichijinsha i juni 2007 og ligeledes på kvartalsvis basis, men i modsætning til de to andre andre blev det rettet mod et mandligt publikum. I 2010 blev der imidlertid fusioneret med Comic Yuri Hime. Ichijinsha begyndte at udgive romaner baseret på værker i Comic Yuri Hime og originale yuri-romaner under deres shoujo-roman mærke Ichijinsha Bunko Iris med start i juli 2008.
Efter at Comic Yuri Hime havde hjulpet til med at etablere markedet, blev det udgivet flere andre yuri-antologier så som Yuri Koi Girls Love Story, Hirari, Mebae, Yuri Drill, Yuri + Kanojo og Eclair. Houbunsha udgav også deres eget yuri-magasin, Tsubomi, i 21 numre fra februar 2009 til december 2012. I 2017 blevdet skaberejede yuri-antologimagasin Galette lanceret efter en succesfuld crowdfunding-kampagne.

### Engelske
Den første firma til at udgive manga med lesbisk tema i Nordamerika var Yuricons udgiverdel ALC Publishing. Deres værker inkluderede Rica Takashimas Rica 'tte Kanji!?, der i 2006 var kursusmateriale for professor Kerridwen Luis' Anthropology 166B-kursus ved Brandeis University, og deres årlige yuri-mangaantologi Yuri Monogatari, begge udgivet første gang i 2003. Sidstnævnte indeholder historier af amerikanske, europæiske og japanske skabere, inklusive Akiko Morishima, Althea Keaton, Kristina Kolhi, Tomomi Nakasora og Eriko Tadeno. Historierne spænder fra fantasy-historier til mere realistiske fortællinger med temaer som det at komme ud af skabet og seksuel orientering.
Udover ALC Publishing har det Los Angeles-baserede Seven Seas Entertainment også gjort det i genren med engelske versioner af velkendte titler som mangaserien Kashimashi: Girl Meets Girl og romanen Strawberry Panic!. 24. oktober 2006 annoncerede Seven Seas en speciel yuri-manga produktlinie med værker som mangaerne Strawberry Panic!, The Last Uniform, og Comic Yuri Himes' samlinger så som Voiceful og First Love Sisters. Fra 2011 begyndte JManga at tilføje flere yuri-titler til deres digitale subskription, indtil de indstillede deres aktiviteter i marts 2013. I 2017 begyndte VIZ Media og Yen Press at udgive yuri-manga, mens Tokyopop fulgte efter i 2018. Kodansha Comics annoncerede deres debut indenfor både yuri og yaoi i 2019 samt et digitalt magasin med speciale i yuri-doujinshi.
I midten af 2010'erne begyndte yuri-videospil også at blive officielt til engelsk. I 2015 annoncerede MangaGamer, at de ville udgive A Kiss for the Petals, det første licenserede yuri-spil med en engelsk oversættelse. MangaGamer fortsatte med at udgive Kindred Spirits on the Roof i 2016, der var den første visual novel for voksne til at blive udgivet uden censur hos Steam.

## Demografi
En udbredt misforståelse om demografien for yuri-læsere og -seere er, at det svarer til demografien for yaoi der primært laves af og for kvinder, hvorfor yuri så følgelig primært må laves af og for mænd. Men selvom yuri som genre har udviklet til også at tiltrække et mandligt publikum, så har dens oprindelse i shoujo og josei-værker rettet mod et kvindeligt publikum også holdt sig. I Japan er der foretaget forskellige studier for at prøve at fastslå profilen for en typisk yuri-fan.
Det første magasin til at studere sine læseres demografi var Yuri Shimai (2003-2004), der anslog at næsten 70 % af dem var kvinder, og at hovedparten af dem var enten teenagere eller kvinder i trediverne, der allerede var interesserede i shoujo- og yaoi-manga. I 2008 foretog Ichijinsha et demografisk studie af deres to magasiner Comic Yuri Hime og Comic Yuri Hime S, der var rettet mod henholdsvis kvinder og mænd. Studiet viste at 73 % af læserne af Comic Yuri Hime var kvinder, mens 62 % af læserne af Comic Yuri Hime S var mænd. Udgiveren bemærkede dog, at læserne af sidstnævnte magasin var tilbøjelige til også at læse det første, hvilket førte til fusionen af dem i 2010. Aldersfordelingen for de kvindelige læsere af Comic Yuri Hime fordelte sig på 27 % under 20 år, 27 % i alderen 20-24 år, 23 % i alderen 25-29 år, og 23 % 30 år og derover. I 2017 ansloges det at forholdet mellem mænd og kvinder var skiftet til 6:4, til dels på grund af fusionen med Comic Yuri Hime S og de primært mandlige læsere YuruYuri bragte med sig.

## Eksempler på Yuri-serier
Nedenfor er gengivet nogle eksempler på serier, der involverer yuri. Den første liste indeholder serier, hvor tiltrækning mellem kvinder eller lesbiske temaer spiller en central rolle i historien, og som ofte er mærket yuri af deres udgivere. Den anden liste indeholder historier, hvor de samme emner primært bruges som komisk indslag, fanservice eller til personudvikling i en større og til tider urelateret kontekst.

### Yuri som centralt element
- Bloom Into You[75]
- Citrus[76]
- Girl Friends[77]
- Haru Natsu Aki Fuyu[78]
- Kase-san[79]
- Kashimashi: Girl Meets Girl[19][33]
- Kisses, Sighs, and Cherry Blossom Pink[80]
- Maria-sama ga Miteru[81]
- NTR: Netsuzou Trap[82]
- Sakura Trick[83]
- Sasameki Koto[84]
- Sono Hanabira ni Kuchizuke o[85]
- Strawberry Panic![19]
- Sweet Blue Flowers[86]
- The Last Uniform[19]
- YuruYuri[87]

### Yuri som sekundært element
- A Certain Scientific Railgun[88]
- A Channel[89]
- Aria the Scarlet Ammo AA[90]
- Azumanga Daioh[91]
- Bodacious Space Pirates[92]
- Cardcaptor Sakura[31][93]
- Chu-Bra!![94]
- Comic Girls[95]
- Cosplay Complex[96]
- Doki Doki School Hours[97]
- Family Complex[98]
- Go! Go! 575[99]
- Hanaukyo Maid Team: La Verite[100]
- He Is My Master[101]
- I My Me Strawberry Eggs[102]
- Love, Chunibyo & Other Delusions -Heart Throb-[103]
- Maria Holic[104]
- Negima!: Magister Negi Magi[105]
- Negima!?[105]
- Puella Magi Madoka Magica[106]
- Puni Puni Poemy[107]
- Revue Starlight[108]
- Sailor Moon[31]
- Saki[88]
- Sound! Euphonium[109]
- Strike Witches[110]
- Taishou Baseball Girls[111]
- The Rose of Versailles[112]
- Yuyushiki'[113]